# Методология социологического исследования
Методология социологического исследования — методы, которые используются при проведении социологических исследований, опросов.
Прикладная статистика научных исследований человека, то есть методология исследования, изучает выборки отдельных единиц населения и связанные с ними методы сбора данных, например, построение анкет и повышение количества и точности ответов на опрос. Методология социологического исследования включает в себя инструменты или процедуры, которые ставят один или несколько вопросов, на которые могут ответить или которые могут оставить без ответа.
Статистические исследования проводятся с целью проверить некоторое предположение относительно населения и сильно зависят от поставленных в опроснике вопросов. Опрос общественного мнения, опрос состояния здоровья, маркетинговые исследования, исследование деятельности правительства и переписи населения являются примерами количественных исследований, которые используют современные методики исследования для поиска ответов на вопросы о населении. Хотя в переписи населения не имеют выборок, они включают в себя другие аспекты методологии исследования: анкетирование, интервью и последующую проверку. Опросы предоставляют важную информацию всем видам средств общественной информации и научно-исследовательским областей, например, маркетинговым исследованиям, психологии, специалистам в области здравоохранения и социологии.

## Общая характеристика
Отдельный опрос состоит минимум из выборки (или всего населения в случае переписи), метода сбора данных (например, опросника) и отдельных вопросов или элементов, которые становятся данными для статистического анализа. Отдельный опрос может сосредоточиться на разных темах в зависимости от его назначения, а вот на предпочтениях избирателей (например, в отношении кандидатов в президенты), на убеждении (например, аборт должен быть законным?), на поведении (курение и употребление алкоголя) или фактической информации (доход семьи). Поскольку исследование в форме опроса почти всегда базируются на выборке из населения, их успех зависит от репрезентативности выборки по отношению к целевой группе населения, представляющей интерес для исследователя. Эта целевая группа населения может варьировать от общей численности населения той или иной страны к конкретным группам людей в этой стране, от членов некоторой профессиональной организации или студентов определённого образовательного учреждения (см. также отбор проб (статистика) и выборки обследования). Лиц, отвечающих на опрос, называют респондентами, и в зависимости от поставленных вопросов их ответы могут представлять самих респондентов, их семьи, работодателей или иные организации, в состав которых они входят.
Методология социологического исследования как научная дисциплина ставит целью определение принципов разработки выборки, инструментов для сбора данных, статистического корректировки данных и их обработки, а также окончательного анализа данных, которые могут создавать систематические и случайные ошибки опроса. Ошибки опроса иногда анализируются вместе со ценностью опроса. Ограничения расходов иногда представляется как улучшение качества или как альтернатива, что позволяет снизить затраты на фиксированном уровне качества. Методология исследования выступает одновременно и как научное направление, и как профессия, а это означает, что некоторые специалисты этого направления сосредотачиваются на устранении ошибок обследования эмпирически, а другие составляют опрос, чтобы уменьшить их количество. Перед составителями опросов стоит задача создать большой набор решений по тысяче индивидуальных особенностей обследований с целью их улучшения.
Важнейшие методологические проблемы, с которыми сталкивается методист, включают в себя принятие решений по:
- Определения и выбора потенциальных членов выборки.
- Установления связи с лицами, которые опрашиваются, и сбора данных от тех, до которых трудно добраться (или они не хотят отвечать).
- Оценки и проверки вопросов.
- Выбора режима постановки вопросов и сбор ответов.
- Обучения и контроля интервьюеров (если они участвуют).
- Проверки данных на предмет точности и внутренней согласованности.
- Регуляции оценки опроса для исправления выявленных ошибок.

## Создание выборки
Выборка имеет определённую структуру и добирается из списка членов всей группы населения, что представляет определённый интерес для исследователя. Цель опроса — описать не эту конкретную выборку, а большую часть населения. Эта способность обобщать зависит от репрезентативности выборки, как и указано выше. Каждый представитель населения называется элементом. Есть много трудностей, с которыми сталкиваются при создании репрезентативной выборки. Одной из распространённых ошибок является селективное предубеждение. Селективное предубеждение наблюдается, когда в его результате количество членов определённой группы пропорционально превышает её реальную долю в населении. Например, если некоторая группа, представляющая интерес для исследователя, состоит из 75 % женщин и 25 % мужчин, а выборка состоит из 40 % женщин и 60 % мужчин. В этом случае женщины недостаточно представлены, в то время как доля мужчин великовата. Для того чтобы минимизировать селективное предубеждение, обычно используется стратифицированная проба. Это когда население делится на подгруппы, так называемые слои, и случайные выборки берутся из каждой страты, или элементы выборки берутся на пропорциональной основе.

## Способы сбора данных
Есть несколько способов проведения опроса. Выбор способа проведения опроса зависит от нескольких факторов, в том числе от:
1. Расходов.
2. Охвата целевой группы населения.
3. Гибкости поставленных вопросов.
4. Готовности респондентов участвовать.
5. Точности ответов.

Различные методы производят разное впечатление на респондентов, изменяя манеру их ответов, и имеют различные преимущества. Самые распространённые способы проведения опросов:
- Телефонный звонок
- Онлайн-опрос.
- Индивидуальные опросы в домашних условиях.
- Индивидуальные опросы на улицах или в крупных торговых центрах.
- Комбинации указанных выше способов.

## Оформление опросов
Есть несколько видов оформления, или общих структур, которые могут быть использованы в опросе. Три основных вида: опрос в поперечном сечении, последовательные независимые выборки, а также долговременные исследования.

### Опрос в поперечном сечении
В исследованиях в поперечном сечении, выборки заимствуются из соответствующей группы населения и изучаются один раз. Такие исследования дают характеристику этой группы людей в определённое время, но не могут объяснить её причину, поскольку относятся к корреляционному виду, который может выдвигать предположения относительно будущего.

### Последовательные исследования независимых выборок
Вид последовательных независимых выборок работает с несколькими случайными выборками в определённое время или несколько раз. Исследования этого вида изучают изменения в группе, но не в состоянии зафиксировать изменения в отдельных лицах, так как одного и того же человека не опрашивают более одного раза. Таким образом, такие исследования не обязательно могут определить причины изменений с течением времени. Чтобы быть эффективными, такие исследования должны иметь выборки из той же группы и в одинаковой мере отражать определённое явление. Если выборки не сопоставимы, различия между выборками можно объяснить скорее демографическими характеристиками, а не временными. Кроме того, вопросы должны быть поставлены таким же образом, так что ответы можно было бы сопоставлять непосредственно.

### Долговременные исследования
Долговременные исследования изучают одну и ту же случайную выборку в разные моменты времени. В отличие от последовательного исследования независимых выборок, этот вид исследований сосредотачивается на различиях в ответах отдельных участников в течение долгого времени. Это означает, что исследователь может потенциально проанализировать причины изменений ответов путём оценки различий в опыте респондентов. Долговременные исследования является простейшим способом оценить привычные события, например, развод, которые нельзя проверить экспериментально. Однако долговременные исследования являются дорогостоящими, и их трудно осуществить. Труднее найти индивида, который бы согласился на исследования в течение нескольких месяцев или лет, чем респондента для 15-ти минутного интервью. К тому же, участники часто оставляют исследования до окончательной оценки. Это истощение участников не является случайным, так что выборки могут становиться менее репрезентативными с каждым следующим опросом. Чтобы учесть это фактор, исследователь может сравнить респондентов, которые оставили исследования, с теми, кто дошёл до конца, чтобы определить, являются ли они статистически различными группами. Респонденты также могут попытаться не противоречить себе, несмотря на изменения в ответах на опрос.

## Анкетирование
Анкеты являются наиболее распространённым инструментом в опросах. Однако результаты конкретного опроса будут ничего не стоить, если анкета составлена неправильно. Анкеты должны предоставлять достоверные и надёжные демографические данные, а также достоверную и надёжную информацию об особенностях индивида, которые он самостоятельно определяет в анкете.

### Анкетирование как инструмент
Переменчивой категорией, которую часто исследуют в опросах, являются демографические переменные, которые используются для описания характеристик людей. Демографические переменные включают такие аспекты, как этническая принадлежность, социально-экономический статус, раса и возраст. Опрос часто исследуют предпочтения, убеждения и позицию отдельных людей и многие из них содержат шкалу, с помощью которой респондент самостоятельно определяет меру своей заинтересованности/осведомлённости/активной позиции в поставленном вопросе. Шкала для самоотчёта также используются для изучения различий между мнениями людей. Эта шкала самоотчёта, что часто содержится в анкетах, является одним из наиболее распространённых инструментов в психологии, и, таким образом, важно, чтобы она была тщательно построена, надёжна и достоверна.

### Надёжность и обоснованность средств самоотчёта
Надёжные средства самоотчёта определяются их последовательностью и логичностью. Таким образом, надёжное средство самоотчёта даёт содержательные результаты каждый раз, когда применяется. Надёжность теста можно определить несколькими способами. Во-первых, можно рассчитать надёжность повторного тестирования. Надёжность повторного тестирования предусматривает проведение повторного опроса людей с широкой выборки в два различных моменты времени. Чтобы опрос считался надёжным, люди из выборки необязательно должны ставить одну и ту же оценку по тому или иному поводу в каждом тесте. Достаточно лишь, чтобы их отношения по распределению баллов было похожим в первичном и повторном тестировании. Самоотчёт и самоанализ, как правило, будет надёжнее, если будет включать больше пунктов для оценивания определённой концепции. Кроме того, оценка будет более надёжной, если бы мнения людей относительно определённой концепции более расходились. И, наконец, большую надёжность обеспечили бы понятны инструкции по заполнению анкеты и минимум отвлекающих факторов. С другой стороны, анкета является действительной, если то, что она реально оценивает, совпадает с тем, что она по замыслу должна была бы оценивать.

### Составление анкеты
Чтобы составить анкету, которая будет предоставлять надёжные и достоверные результаты, пользуемся следующими шестью шагами. Во-первых, определяем, какую именно информацию нужно найти. Во-вторых, решаем, как проводить опросы. В-третьих, строим первый черновой вариант анкеты. В-четвёртых, анкету надо пересмотреть, а потом — апробировать. Наконец, анкета редактируется, и составляется инструкция по её заполнению.

### Рекомендации по эффективной формулировке вопросов
То, как сформулирован вопрос, может иметь большое влияние на ответ респондента. Таким образом, составители опросов должны уделять особое внимание формулировке вопросов опроса. Составители должны иметь в виду, что разные люди, культуры и субкультуры могут интерпретировать определённые слова и фразы по-разному. Есть два типа вопросов, используемых в анкетах: открытые вопросы и закрытые вопросы. Открытые вопросы не предусматривают вариантов ответов, в отличие от закрытых, где, как правило, предлагается множественный выбор. Открытые вопросы являются полезными, поскольку наделяют респондента большой гибкостью, предоставляют ему пространство для полного выражения мысли. Однако исследователям их труднее интерпретировать, систематизировать и оценить. С другой стороны, закрытые вопросы можно оценить и закодировать гораздо легче, хотя они и уменьшают выразительность и спонтанность респондента. В целом, словарный состав вопроса должен быть как можно более простым и прямым, состоять максимум из двадцати слов. Каждый вопрос должен быть отредактировано на предмет «читабельности». Ничего не должно наводить респондента на определённую мысль, отличную от его начальной. Ничего не должно быть провокационным, то есть содержать заранее известный ответ. Наконец, если для оценивания определённой концепции используются несколько выражений, их формулирование должно быть обратным, чтобы избежать селективного предубеждения.
Ответ респондента на открытый вопрос может быть оценён по шкале или проанализирован с использованием более качественных методов позже.

### Порядок ввода вопросов
Составители опросов должны тщательно соблюдать порядок ввода вопросов в анкете. Для анкет, которые респондент заполняет самостоятельно, самые интересные вопросы должны содержаться в начале анкеты, чтобы привлечь его внимание, в то время как демографические вопросы надо разместить ближе к концу. С другой стороны, если опрос проводится по телефону или лично, демографические вопросы надо поставить в начале интервью, чтобы повысить доверие респондента. Ещё одной причиной следить за порядком вопросов является эффект, который ответ на один вопрос может произвести на все последующие.

## Сокращение уклонений от ответа
Следующие способы эффективно снижают уклонение респондентов от ответов во время личного контакта или опроса по телефону
- Предыдущая переписка. Короткое письмо присылают заранее, чтобы проинформировать выбранных респондентов о будущем опроса. Письмо должно быть приветливым и персонализированным, но не слишком навязчивым. Во-первых, он объявляет, что респонденту позвонят, или интервьюер назначит ему личную встречу. Во-вторых, в письме должна быть указана тема опроса. Наконец, письмо выражает признательность исследователя за сотрудничество и искренность и готовит почву для начала опроса.
- Подготовка. Интервьюеры проходят тщательную подготовку, как задавать вопросы респондентам, как работать с компьютерами и строить расписание для повторных звонков респондентам, что не ответили.
- Краткое введение. Интервьюер должен всегда начинать с краткого вступления о себе. Он/она должен/на представиться, назвать институт, на который работает, общую продолжительность и цели интервью. Кроме того, надо указать, что вы ничего не продаёте: исследования показывают, что это приведёт к несколько лучших результатов опроса.
- Дружеская и уважительная манера. Удобство и понятность. Поставленные вопросы должны быть чёткими, не уничижительными. На них должно быть легко ответить.

Краткость также поощряется. Обзор литературы 1996 года подтверждает этот факт как в случае письменных, так и устных опросов, хотя и некоторые другие факторы могут быть решающими. Исследование 2010 года, проанализировав 100000 онлайн-опросов, пришло к выводу, что количество ответов снижается примерно на 3 % на десятом вопросе и около 6 % на двадцатом с последующей стабилизацией падения количества ответов (например, наблюдалось сокращение лишь на 10 % на сороковом вопросе). Другие исследования показали, что качество ответов снижается с приближением конца длительных опросов.

## Влияние интервьюера
Методисты опросов предприняли много усилий, чтобы определить, в какой степени ответы респондента зависят от физических характеристик интервьюера. Оказалось, что основные признаки интервьюера, влияющие на ответы респондента, это раса, пол и относительная масса тела (ИМТ). Эти признаки особенно действенны, когда вопросы связаны именно с ними. Итак, раса интервьюера влияет на ответы по отношение к людям другой расы, его пол — на ответы, связанные с гендерными проблемами, а его вес — на ответы про питание и диеты. Хотя влияние характеристик интервьюера исследовался в основном в контактных опросах, оказалось, что они также имеют влияние в условиях отсутствия визуального контакта, например, во время телефонных опросов или видео-звонков. Объясняется это, как правило, социальной желанностью: респондент хотел бы выглядеть лучше в глазах социума, поэтому несколько корректирует свои ответы в зависимости от ситуации. Влияние особенностей интервьюера является одним из примеров эффектов, которые влияют на ответ на опрос.